# Bastien Cadéac
Pour les articles homonymes, voir Cadéac (homonymie).
Bastien Cadéac est un entrepreneur et présentateur de télévision français né en 1985. Il a présenté le magazine Capital sur M6 de 2016 à 2018.

## Biographie

### Formation
En 2007, Bastien Cadéac part faire des études à Copenhague, au Danemark et décroche un Master de commerce. Il retourne ensuite en France et s'inscrit à l'École des hautes études commerciales du nord (EDHEC) d'où il sort diplômé en 2010.

### Carrière
Bastien Cadéac part ensuite aux États-Unis où il est trader à la Société Générale jusqu'en 2011. En parallèle, il fonde avec l'un de ses camarades de promotion sa start-up Smap In, qui ferme au bout de trois ans. Il participe ensuite à Simile Venture,, qui ne tiendra que deux ans et, en mars 2015, à une troisième société, One Ragtime, qui ne dure qu'un an.
Il arrive ensuite à la télévision française pour remplacer à partir de juillet 2016 le journaliste François-Xavier Ménage à la présentation de l’émission de télévision de M6 Capital dont il devient également le rédacteur en chef adjoint. Il est le premier présentateur « non journaliste » de ce magazine. Alors qu'en mai 2016 il est pressenti à la présentation de Capital, BFM Business affirme le 7 juin 2016 que son CV serait « fort enjolivé » et ferait apparaître de nombreuses incohérences et des postes fictifs. Ces éléments ont d'ailleurs été retirés de ses CV en ligne (LinkedIn par exemple) depuis la parution de l'article.
En juin 2018, M6 annonce qu'à la rentrée de septembre 2018, il sera remplacé par Julien Courbet à la présentation de l'émission. Bastien Cadéac présente les émissions estivales - inédites - de Capital jusqu'au 26 août et animera à la rentrée un nouveau magazine en première partie de soirée produit par C Productions, une filiale de production de magazines d’infos du Groupe M6,.
Il fait son retour à la télévision en 2019. À compter du 6 juillet, il présente le samedi en première partie de soirée sur M6 Le Monde secret, un magazine d'information qui propose une immersion dans des communautés ou lieux exceptionnels. L'émission réalise des audiences décevantes pour la chaîne. 
Le 6 août 2019, Bastien Cadéac annonce sur les réseaux sociaux son départ de M6, en affirmant avoir « de beaux projets à venir dans la production »,.

## Télévision
- 2016-2018 : Capital (M6)
- 2019 : Le Monde secret (M6)